# Pierre de Crawhez
El barón Pierre de Crawhez (3 de agosto de 1874 - 29 de abril de 1925) fue un piloto automovilístico belga. Fue el creador del Circuito de las Ardenas, un recorrido sobre un trayecto cerrado en el que se disputaron carreras de Gran Premio entre 1902 y 1907. 

## Biografía

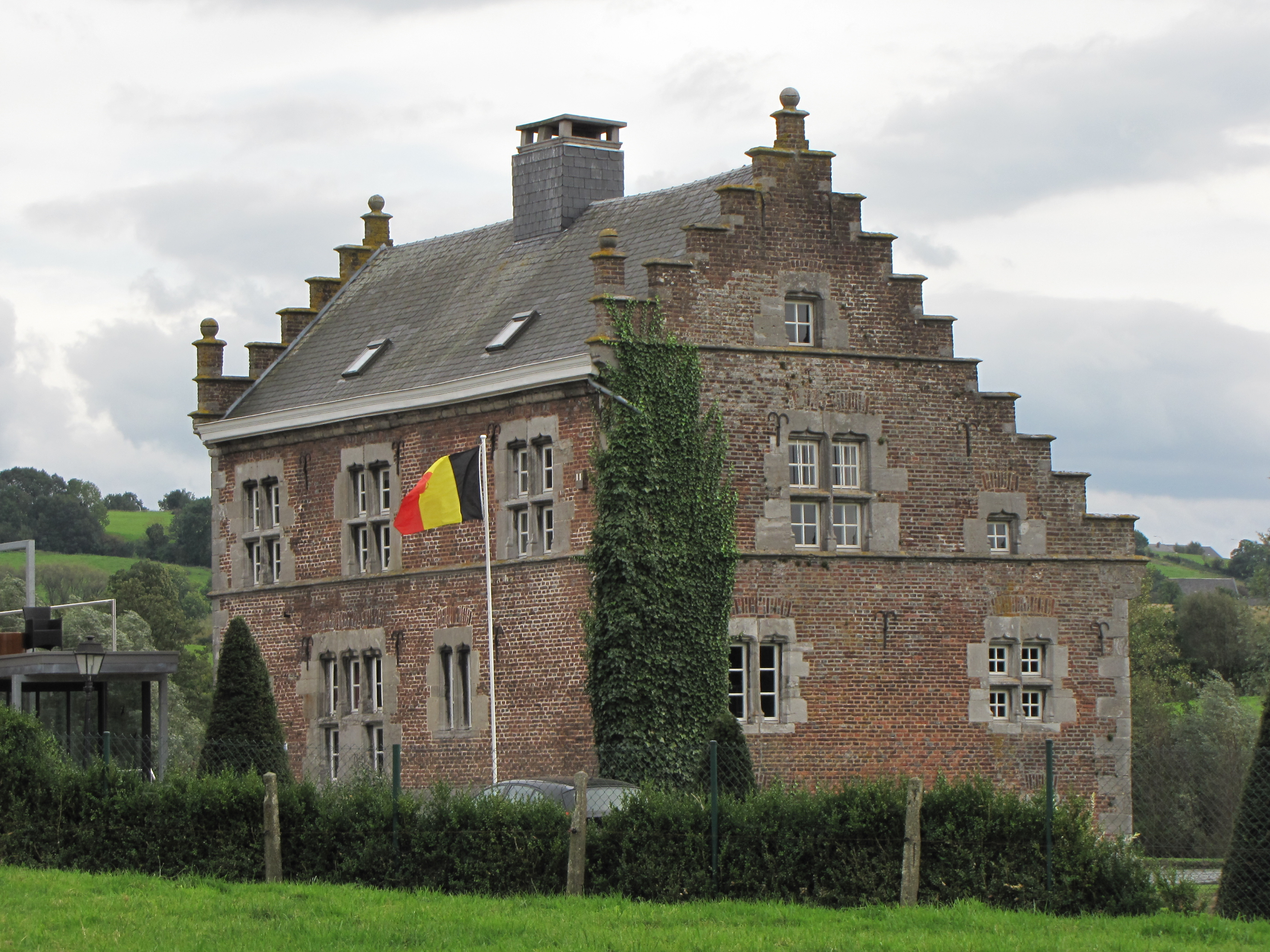
Casa solariega en la población de Crawhez. En la actualidad es un restaurante (entidad de Thimister-Clermont)

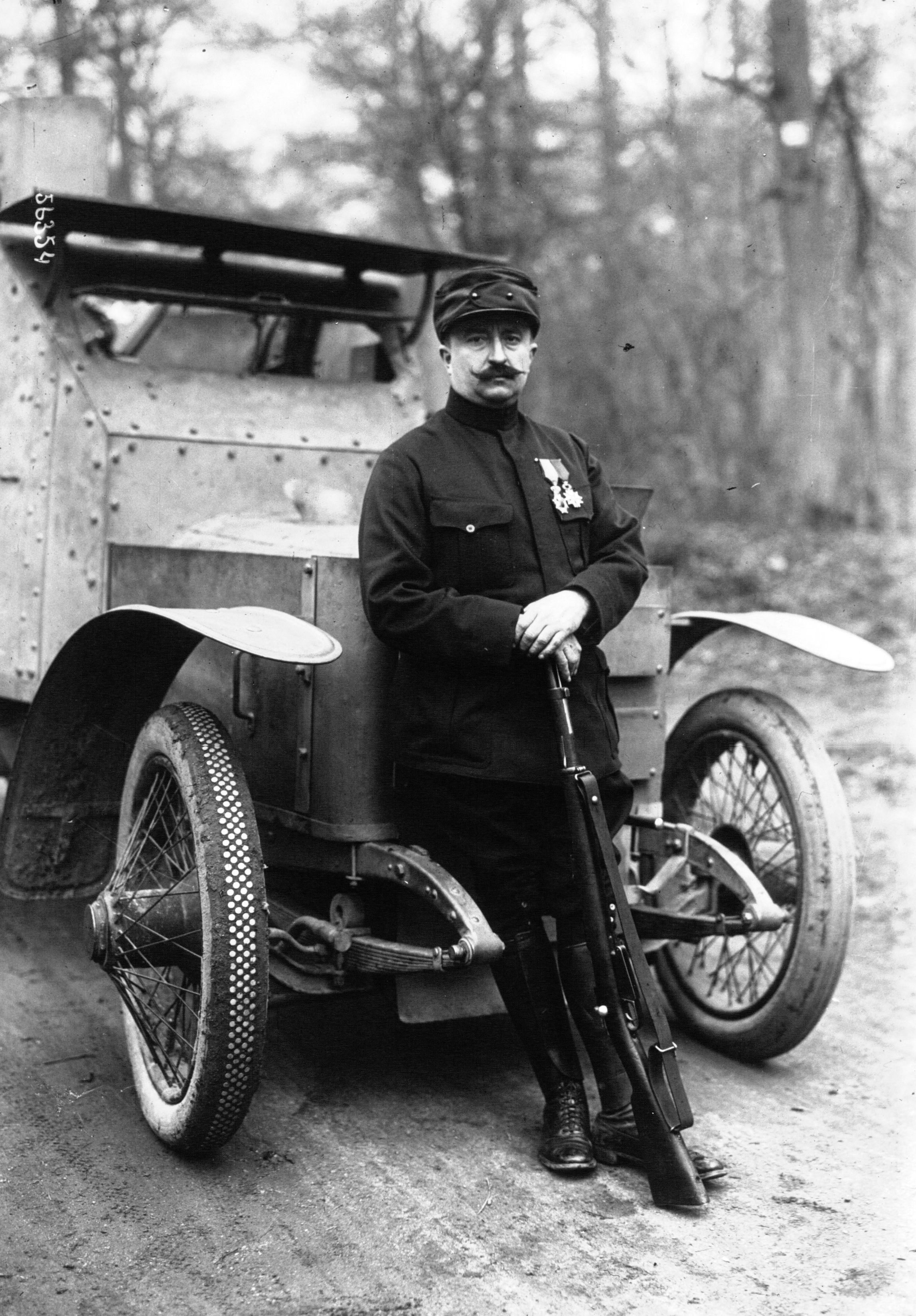
El barón Pierre de Crawhez en 1915, iniciador del circuito de carreras de las Ardenas y ganador de la segunda edición

De Crawhez inició su carrera deportiva pilotando un automóvil De Dion. Autor de la idea de crear un autódromo cerrado, en 1902 se convirtió en el promotor del Circuito de las Ardenas, organizando una carrera que ganó personalmente al año siguiente (el lunes 22 de junio de 1903), reafirmado en su idea de correr en un circuito cerrado por el resultado mortal de la carrera Paris-Madrid de 1903, disputada un mes antes de ciudad en ciudad, y en la que participó.
El circuito de las Ardenas, en carreteras cerradas, fue organizado por el Real Automóvil Club de Bégica, del que era presidente. En la primera edición de 1902 participó con su Panhard 70 HP, viéndose obligado a retirarse cuando lideraba la carrera en la segunda ronda. Era amigo de su compatriota René de Knyff, también piloto de Panhard.
Crawhez tenía dos hermanos, Jean y Joseph, con los que participó en la "Gran semana del automóvil de verano de Spa" en 1897, que incluía cuatro carreras en cuatro días.
No debe confundirse con el barón Pierre de Caters (1875-1844), un piloto automovilístico y piloto de aviación belga de la misma época.
La casa de los barones de Crawhez se encuentra en Domaine du Bois-Lombut, un gran jardín inglés ubicado en Gosselies (Charleroi).

## Resultados
- Bruxelles-Château d'Ardenne-Spa, en 1898 con Panhard
- Ganador de la categoría en Spa-Stavelot-Houffalize-Bastogne-Marche-Remouchamps-Spa, en 1899 con Panhard
- Course d'Anvers, en 1899 en un Daimler
- Carrera de la Cota de Malchamps a Spa, en junio de 1900 en un Clément[3]
- Reunión de Ostende, en 1901.
- Circuito de las Ardenas, en 1903 con un Panhard 70 HP (mejor vuelta en la carrera, líder durante las 6 vueltas del evento)
- 3º en la Niza-Salon-Niza, en 1901
- 5º en la carrera París-Madrid, en 1903 con un Panhard 70 HP
- Participación en la copa Gordon Bennett, en junio de 1904 (último año de presencia como piloto) en un automóvil Pipe (de la "Compañía de Construcción de Automóviles Belga", o "RVCCB", hermanos Alfred y Victor Goldschmidt), con neumáticos Continental (con sus compatriotas Maurice Augières y Lucien Hautvast, mientras que él no pudo terminar las pruebas de clasificación francesas de la Copa Internacional Bennett, con un Hotchkiss et Cie HH en mayo)
- Otras participaciones: Bruselas-Namur-Spa en 1899, París-Burdeos en 1901,[4] París-Berlín 1901, el Circuit du Nord en 1902, París-Vienne en 1902 (clasificado en el puesto 11, en el séptimo Gran Premio de la ACF).

Su hermano Jean Marie de Crawhez terminó 20 en la carrera París-Viena de 1902, 38 en la París-Berlín de 1901, y también terminó con su Panhard en la misma vuelta que Pierre de Crawhez durante el circuito de las Ardenas en 1902.

## Cargos
- Fue uno de los dos comisionados belgas del Circuito Europeo de Aviación que se desarrolló del 18 de junio al 7 de julio de 1911.
- Ocupó el cargo de Presidente de la Federación de Clubes Provinciales de Automóviles de Bélgica (FACPB) durante los años 1920.

## Imágenes
|  |  |  |